# Warwick
Warwick je anglické město nacházející se v hrabství Warwickshire. Leží na řece Avoně přibližně 18 kilometrů na jih od města Coventry. Výsledky sčítání lidu z roku 2001 uvádí, že ve městě žije přibližně 23 350 obyvatel.

## Historie města
První osídlení na území města sahá až do doby neolitu. Podle Anglosaské kroniky zde nechala v roce 914 Ethelfleda, královna Mercie a dcera Alfréda Velikého, postavit opevněné hradiště, jež se stalo jedním z deseti opevněných hradišť postavených na ochranu Mercie proti Dánům. O stavbě opevnění právě na území Warwicku rozhodla především jeho blízkost k významné římské silnici Fosse Way a Avoně.
Na počátku 10. století bylo zřízeno nové hrabství, jehož administrativním centrem se stal právě Warwick. Jméno Warwick znamená v překladu „obydlí u splavu“.
V roce 1050 vpadli do Mercie Dánové a vypálili velkou část města včetně ženského kláštera, který stál na místě dnešního kostela St Nicholas.
V roce 1068 se Vilém Dobyvatel rozhodl uvnitř tohoto velkého anglosaského hradiště postavit hrad Warwick. K jeho stavbě bylo potřeba strhnout několik domů.
Ve středověku městu vládla hrabata z Warwicku, jež pocházela z rodiny Beauchampů. V tomto období bylo město obehnáno hradbami. Jedinými pozůstatky hradeb jsou dnes východní a západní strážní domky.
V roce 1142 bylo na místě dnešního Priory Park založeno převorství a v roce 1545 se Warwick stal výsadním městem.
Během anglické občanské války byly město i hrad obsazeny parlamentaristy, kteří zde odolali dvoutýdennímu obléhaní roajalistických oddílů. Vojenské záznamy uvádí, že zde letech 1644 – 1646 pobývalo až 350 členů vojenské posádky.
V polovině 17. století byl ve městě postaven baptistický kostel Castle Hill Baptist Church, který patří k vůbec nejstarším baptistickým kostelům na světě.

### Požár
V roce 1694 ve městě vypukl požár, který zničil velkou část středověkých staveb. Shořel například kostel St Mary. Zachovalo se z něj pouze kněžiště a jedna z kaplí. Několik středověkých hrázděných domů, které se nacházely na okraji města, ovšem zůstalo požárem nepoškozeno. Požár je také důvodem, proč většina staveb v centru města pochází až z konce 17. a počátku 18. století.

## Městská správa
Díky populačnímu růstu se Warwick spojil se sousedním městem Leamington Spa, se kterým tvoří souměstí. Obě města jsou, stejně jako města Kenilworth a Whitnash, součástí nemetropolitního distriktu Warwick, jehož centrum se nachází právě v Leamington Spa. Každé z měst má svoji vlastní městskou radu. Ve Warwicku sídlí také rada hrabství Warwickshire.

## Obyvatelstvo
Podle výsledků sčítání lidu v roce 2001 měl Warwick 23 350 obyvatel. Hustota zalidnění je 3 414/km².

## Podnebí
Stejně jako jinde na Britských ostrovech převládá ve Warwicku přímořské podnebí, které je charakteristické malými výkyvy teplot, mírnými zimami a chladnými léty.
Nejvyšší teplotní maximum 36,1 °C bylo naměřeno v srpnu roku 1990.
Nejnižší teplotní maximum −17,8 °C bylo naměřeno v lednu roku 1982.
Průměrný srážkový úhrn dosahuje 608 mm za rok.

## Městská výstavba
Městskou výstavbu ovlivnily dvě významné okolnosti. Zaprvé to byl požár v roce 1694, který zničil většinu města. Následná obnova proběhla v jednotném architektonickém stylu. Zadruhé to byla nízká úroveň industrializace. Průmyslová revoluce v 19. století ve velké míře přispěla k růstu měst. Tento trend se ovšem Warwicku obloukem vyhnul. Důvodem, proč se Warwick nestal centrem průmyslu, by mohl být fakt, že se v jeho blízkosti nenacházely žádné důležité dopravní cesty a také fakt, že Avona nebyla na území města splavná.

## Partnerská města
Partnerskými městy Warwicku jsou:
- Saumur, Francie
- Verden, Německo
- Havelberg, Německo
- Bo District, Sierra Leone